# ホルトハウス房子
ホルトハウス 房子（ホルトハウス ふさこ、1933年 - ）は、日本の料理研究家、有限会社ホルトハウス代表取締役。米国人男性と結婚したことをきっかけに、1950年代後半からアメリカ合衆国やアジア各地での生活を経験した。1970年代以降、鎌倉市鎌倉山に住み、自宅で料理を教えながら、西洋料理についての著作を出した。当時、ホルトハウスから料理を習った女性たちの中には、河野洋平の夫人や、料理研究家の松田美智子らがいた。近年は、1994年に創業した菓子店「ハウス オブ フレーバーズ」の経営にあたっている。

## おもな著作
- 私のおもてなし料理、文化出版局 1972
- 私の西洋料理控え、文化出版局 1976
- カレーの秘伝 : これこそ最高の家庭料理（カッパ・ホームス）、光文社 1976
- ホルトハウス房子のくだものでつくるお菓子、女子栄養大学出版部 1980
- あっ、サラダが変わったみたい : レタス1枚から"肉も魚もたっぷり"まで（カッパ・ホームス）、光文社 1981
- ホルトハウス房子のこだわりクッキング（栄養と料理文庫. ナイスクッキング）、女子栄養大学出版部 1983
- ホルトハウス房子のカレーとサラダ（ミセス愛蔵版 32）、文化出版局 1983
- ナイスクッキング13（栄養と料理文庫）、女子栄養大学出版部 1983
- 旬の家庭料理をどうぞ！：季節を楽しむ美味しいレシピ、じゃこめてい出版 1993
- 日本のごはん、私のごはん、文化出版局 1998
- ホルトハウス房子のお菓子、文化出版局 2000
- 西洋料理、文化出版局 2004

## 出演
- きょうの料理「ホルトハウス房子 今月のもう一品」（1986年2月28日、NHK）[7]